# Феджету-Єрій
Феджету-Єрій (рум. Făgetu Ierii) — село у повіті Клуж в Румунії. Входить до складу комуни Яра.
Село розташоване на відстані 307 км на північний захід від Бухареста, 27 км на південь від Клуж-Напоки.

## Населення
За даними перепису населення 2002 року у селі проживали 336 осіб.
Національний склад населення села:
| Національність | Кількість осіб | Відсоток |
| -------------- | -------------- | -------- |
| румуни         | 322            | 95,8%    |
| цигани         | 10             | 3,0%     |

Рідною мовою назвали:
| Мова      | Кількість осіб | Відсоток |
| --------- | -------------- | -------- |
| румунська | 322            | 95,8%    |
| циганська | 13             | 3,9%     |